# Sampaio (Vila Flor)
Sampaio is een plaats (freguesia) in de Portugese gemeente Vila Flor en telt 192 inwoners (2001).